# Palanan
Palanan is een gemeente in de Filipijnse provincie Isabela in het noordoosten van het eiland Luzon. Bij de laatste census in 2007 had de gemeente ruim 16 duizend inwoners.

## Geografie

### Bestuurlijke indeling
Palanan is onderverdeeld in de volgende 17 barangays:
| - Alomanay - Bisag - Culasi - Dialaoyao - Dicabisagan East - Dicabisagan West - Dicadyuan - Diddadungan - Didiyan | - Dimalicu-licu - Dimasari - Dimatican - Maligaya - Marikit - San Isidro - Santa Jacinta - Villa Robles |

## Demografie
Palanan had bij de census van 2007 een inwoneraantal van 16.254 mensen. Dit zijn 937 mensen (6,1%) meer dan bij de vorige census van 2000. De gemiddelde jaarlijkse groei komt daarmee uit op 0,82%, hetgeen lager is dan het landelijk jaarlijks gemiddelde over deze periode (2,04%). Vergeleken met de census van 1995 is het aantal mensen met 3.034 (23,0%) toegenomen.

De bevolkingsdichtheid van Palanan was ten tijde van de laatste census, met 16.254 inwoners op 880,24 km², 18,5 mensen per km².